# Counterparts
A Counterparts a kanadai Rush együttes tizenötödik stúdióalbuma (összességében a tizennyolcadik nagylemeze), amely 1993 októberében jelent meg az Atlantic Records gondozásában. Hat év után újra Peter Collins producerrel dolgoztak, akivel a Power Windows és a Hold Your Fire című lemezeiket rögzítették. Peter Collins és a hangmérnök Kevin Shirley segítségével egy naprakész, az 1990-es évek eleji alternatív rock érában zeneileg is aktuális anyagot sikerült készíteniük.
Az album a megjelenés évében aranylemez lett az Egyesült Államokban, Kanadában pedig platina. A Billboard 200-as albumlistáján a 2. helyig jutott, és csak a Pearl Jam Vs. című albuma akadályozta meg, hogy listavezető legyen. Az album így is mind a mai napig a Rush-történetének legjobb helyezését érte el Amerikában. A Counterparts a brit albumlistán rosszabbul szerepelt, mint elődje, csak a 14. lett.
Az albumról négy dal is felkerült a Billboard Mainstream Rock slágerlistára. A Stick It Out listavezető volt, a Cold Fire a második helyet érte el, a Nobody's Hero a kilencedik, az Animate pedig mindössze a 35. helyig jutott. A Leave That Thing Alone című instrumentális dalt 1995-ben Grammy-díjra jelölték a "Legjobb instrumentális rock előadás" kategóriában, amit végül a Pink Floyd Marooned című dala nyert el. A Between Sun & Moon dalszövegét ugyanúgy Pye Dubois szövegíróval közösen szerezték, mint az 1981-es Tom Sawyer című slágerükét. A Nobody's Hero dal, amely Neil Peart dobos egyik AIDS-ben elhunyt barátjáról szól, nagyzenekari részeit Michael Kamen zeneszerző/karmester hangszerelte, aki többek között a Queennel és a Pink Floyddal is együttműködött korábban.
2004-ben a Rush Remasters sorozatban digitálisan feljavított hangzással adták ki újra az albumot.

## Az album dalai
1. Animate – 6:04
2. Stick It Out – 4:30
3. Cut to the Chase – 4:47
4. Nobody's Hero – 4:59
5. Between Sun & Moon – 4:39
6. Alien Shore – 5:46
7. The Speed of Love – 5:01
8. Double Agent – 4:51
9. Leave That Thing Alone (instrumentális) – 4:06
10. Cold Fire – 4:29
11. Everyday Glory – 5:11

## Közreműködők
- Geddy Lee – ének, basszusgitár, szintetizátor
- Alex Lifeson – elektromos gitár, akusztikus gitár, vokál
- Neil Peart – dobok, elektronikus ütőhangszerek
- John Webster – billentyűs hangszerek, vokál
- Michael Kamen – a Nobody's Hero nagyzenekari hangszerelése és vezénylés